# Acuerdo de Asociación Económica entre Japón y la Unión Europea
El Acuerdo de Asociación Económica entre Japón y la Unión Europea (AAE), también llamado Acuerdo de Libre Comercio Japón-UE (JEFTA) entra en vigor desde el 1 de febrero de 2019, después de haber sido negociado desde 2013 y 2017. El AAE es el mayor acuerdo bilateral de libre comercio de la UE y abarca 30 por ciento del producto interno bruto (PIB) mundial y 40 por ciento del comercio mundial. El entonces primer ministro de Japón, Shinzō Abe, dijo que el acuerdo significaba la creación de "la zona económica libre e industrializada más grande del mundo".
Uno de los logros más significativos es la eliminación de aranceles en la gran mayoría de productos. Japón ha eliminado aranceles en un 91% de las importaciones de la UE, y está previsto que esta cifra aumente hasta el 97% en los próximos años. En el sector agrícola, se eliminaron aranceles en productos clave como el vino, la carne de cerdo y el queso.  Para las empresas de la UE, esto se traduce en un ahorro estimado de mil millones de euros al año en derechos de aduana. El acuerdo también incluye disposiciones para proteger más de 200 indicaciones geográficas (IG) europeas en Japón, garantizando la autenticidad y calidad de productos como el queso manchego, el jamón serrano o el vino Rioja.
En el ámbito agrícola, el acuerdo supuso una reducción significativa de aranceles para productos clave de la UE como el vino, la carne de cerdo y el queso. Japón, por su parte, obtuvo acceso preferencial al mercado europeo para productos como componentes de automóviles y productos electrónicos. Este acceso ampliado promueve un mayor comercio bidireccional y diversificación de las exportaciones. Para Japón, el acuerdo le da acceso al mercado europeo con condiciones favorables para algunos productos agrícolas, aunque el enfoque principal de acceso preferencial se centra en sectores como el automotriz y electrónico. El acuerdo contiene salvaguardias para proteger a los productores agrícolas de ambas partes de aumentos repentinos e imprevistos de las importaciones que puedan causarles daño.

## Objetivo
El objetivo es la reducción de las barreras comerciales que tiene la Unión Europea para exportar mercancías con destino a Japón. Desde su creación se estima que aproximadamente cada año la UE ha exportado más de 58,000 millones de euros en bienes y 28,000 millones de euros en servicios a Japón. Uno de los pilares fundamentales del AAE es la eliminación y reducción sustancial de los aranceles. A partir de su entrada en vigor, se suprimieron aranceles significativos, facilitando la exportación de productos de la UE a Japón. Por ejemplo, el acuerdo eliminó aranceles sobre el 90% de las líneas arancelarias de la UE desde el principio, y se contempla una reducción gradual de los aranceles restantes a lo largo del tiempo. Más allá de los aranceles, el AAE aborda las barreras no arancelarias (BNA), como las diferencias en normas técnicas y los procedimientos de certificación, con el fin de agilizar el comercio entre las partes.
El acuerdo tiene como objetivo principal liberalizar y facilitar el comercio y la inversión, así como fortalecer las relaciones económicas entre la Unión Europea y Japón (artículo 1.1). Su ámbito de aplicación territorial abarca, en el caso de la UE, los territorios donde se aplican el Tratado de la Unión Europea y el Tratado de Funcionamiento de la UE, y en el caso de Japón, su territorio nacional (artículo 1.3). También se extiende a zonas marítimas bajo jurisdicción o derechos soberanos de ambas partes conforme al Derecho Internacional, incluyendo la Convención de las Naciones Unidas sobre el Derecho del Mar. En cuanto al cumplimiento, cada parte debe adoptar todas las medidas necesarias para aplicar el Acuerdo (artículo 1.7). Por último, el Acuerdo no reemplaza ni anula los acuerdos previos entre la UE (o sus Estados miembros) y Japón, ni obliga a actuar en contra de las obligaciones adquiridas bajo la OMC (artículo 1.9).

## Características Principales
Eliminación de aranceles: Más del 94% de las exportaciones de la UE a Japón estarán libres de derechos de aduana, incluyendo todos los productos industriales. En el caso de los productos industriales, los aranceles se eliminan progresivamente en sectores como químicos, plásticos, cosméticos, textiles, ropa, cuero y calzado. Para productos agrícolas y alimentarios, se eliminan o reducen los aranceles en productos clave como vinos, carnes, quesos, pasta, chocolate y salsa de tomate. Los productos forestales verán sus aranceles eliminados en su totalidad, la mayoría de manera inmediata. En cuanto a los recursos pesqueros, la mayoría de los aranceles serán eliminados por ambas partes.
Indicaciones geográficas: Se protege el estatuto especial de más de 200 productos agrícolas europeos con denominaciones de origen reconocidas, como Roquefort, Rioja o Aceto Balsámico di Modena. La lista se ha ampliado hasta un total de 423 productos, de los cuales 291 corresponden a la UE y 132 a Japón.
Obstáculos no arancelarios: El acuerdo facilita el acceso al mercado japonés mediante la armonización de requisitos técnicos y procesos de certificación. En vehículos de motor, se reconoce mutuamente la normativa internacional en seguridad y medio ambiente, lo que evita duplicar pruebas y certificaciones. En el etiquetado textil, Japón adoptó un sistema similar al europeo, eliminando la necesidad de cambiar etiquetas en las prendas exportadas.
Comercio de servicios: El acuerdo establece normas que facilitan la prestación de servicios entre ambas partes en sectores como servicios postales y de mensajería, telecomunicaciones y servicios financieros.
Propiedad intelectual: Se amplían los compromisos respecto a la OMC en temas como protección de secretos industriales, marcas registradas, derechos de autor, patentes y protección de datos de ensayos farmacéuticos, incluyendo medidas civiles ejecutables.
Protección de datos y flujos digitales: Gracias a un acuerdo de adecuación mutua, la UE y Japón reconocen la compatibilidad de sus sistemas de protección de datos, creando la mayor zona del mundo de transferencia segura de datos personales. El Protocolo de 2024 garantiza que los flujos de datos entre ambas regiones no se vean obstaculizados por medidas injustificadas, eliminando requisitos innecesarios de almacenamiento y duplicación, respetando las normas de privacidad y aumentando la confianza en la economía digital.
Desarrollo sostenible: El acuerdo incorpora los principios del desarrollo sostenible de la UE, incluyendo el cumplimiento de normas laborales de la OIT y acuerdos ambientales como el Acuerdo de París. También se compromete a no relajar las normas medioambientales ni laborales para atraer inversión y a conservar y gestionar de forma sostenible los recursos naturales, además de fomentar la responsabilidad social empresarial.
Competencia: Ambas partes se comprometen a mantener y aplicar de forma transparente y no discriminatoria normas estrictas en materia de competencia.

## Actualizaciones del Acuerdo
Ha incorporado 42 nuevas indicaciones geográficas protegidas, de las cuales nueve son españolas. Entre los productos españoles añadidos destacan vinos como Montsant y Ribeiro, así como alimentos emblemáticos como el Vinagre de Jerez, el Queso de Valdeón, el Queso de Murcia al vino, el Queso San Simón da Costa, el Queso Arzúa-Ulloa, el Melocotón de Calanda y el Ajo Morado de Las Pedroñeras. Esta tercera ampliación del listado, desde la entrada en vigor del Acuerdo en 2019, será efectiva a partir del 30 de septiembre de 2023. Paralelamente, la UE y Japón han acordado incluir hasta seis nuevas indicaciones geográficas japonesas antes de que finalice el año y evaluarán una nueva ampliación conjunta en 2025.
El 31 de enero de 2024, la Unión Europea y Japón firmaron un protocolo para modificar el Acuerdo de Asociación Económica (AAE) entre ambas partes, con el objetivo de incluir los flujos transfronterizos de datos. Este protocolo, una vez ratificado, facilitará la transferencia segura y libre de datos entre la UE y Japón, promoviendo el crecimiento económico y la innovación digital. Se basa en sólidos mecanismos de protección de datos y aborda los obstáculos injustificados a los flujos de datos. La firma de este protocolo refuerza la posición de la UE como líder en la configuración de normas digitales a nivel mundial y subraya el compromiso conjunto con la protección de datos y el comercio digital. Se espera que este acuerdo impulse significativamente el comercio y la inversión en el sector digital entre la UE y Japón.